# Cyclophyllum coprosmoides
Cyclophyllum coprosmoides  là một loài thực vật có hoa trong họ Thiến thảo. Loài này được (F.Muell.) S.T.Reynolds & R.J.F.Hend. mô tả khoa học đầu tiên năm 2001.

## Hình ảnh

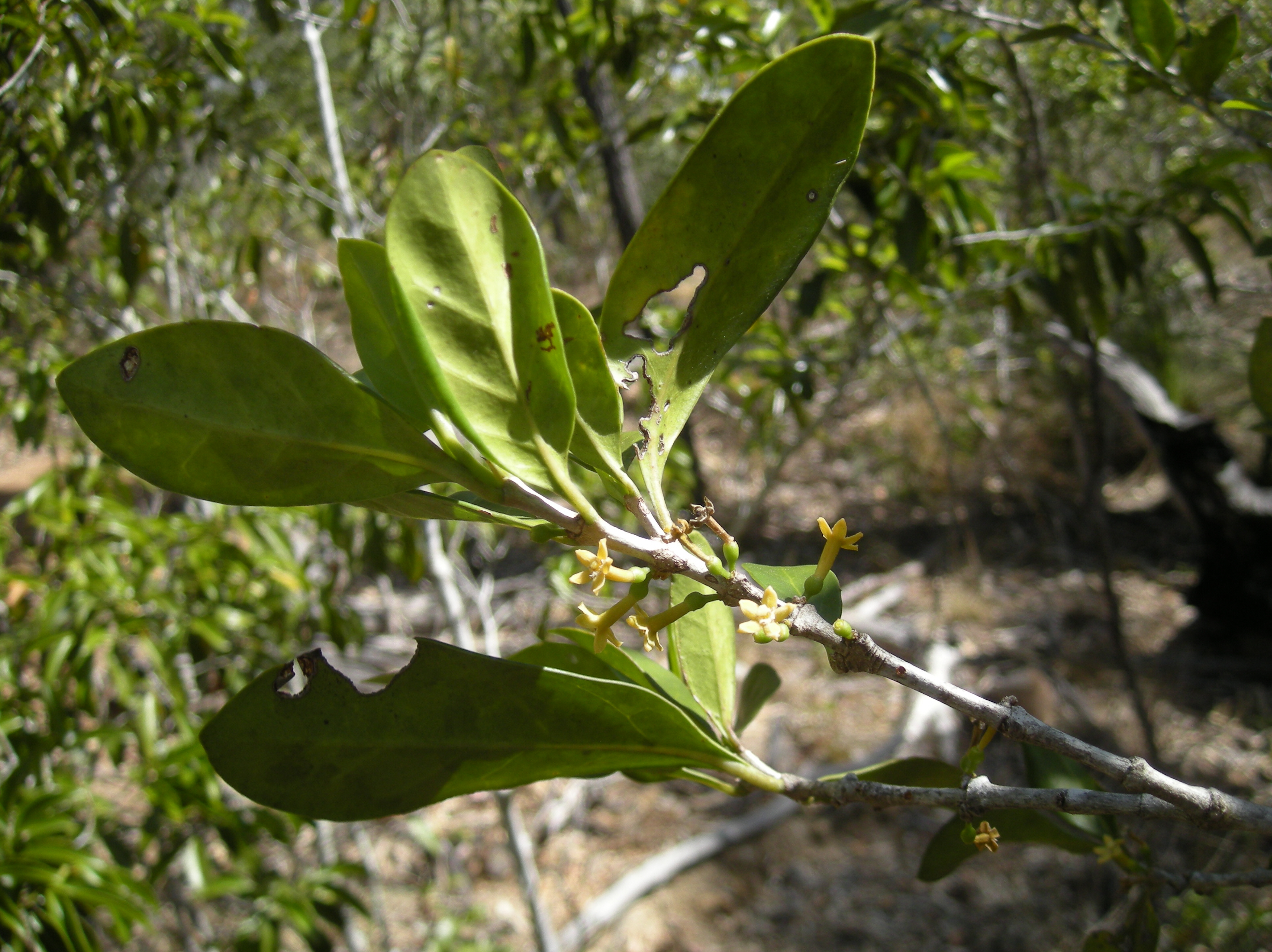
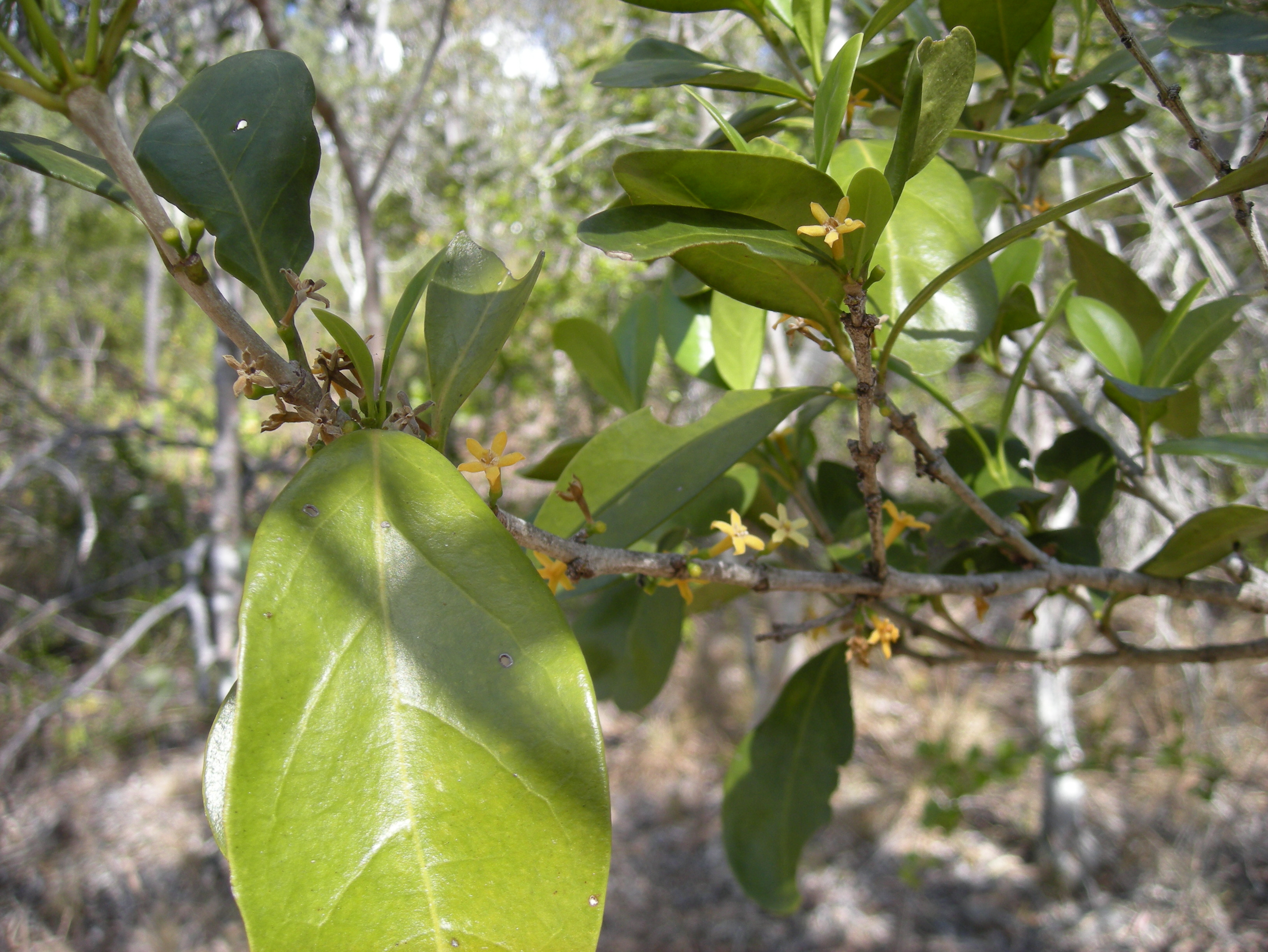
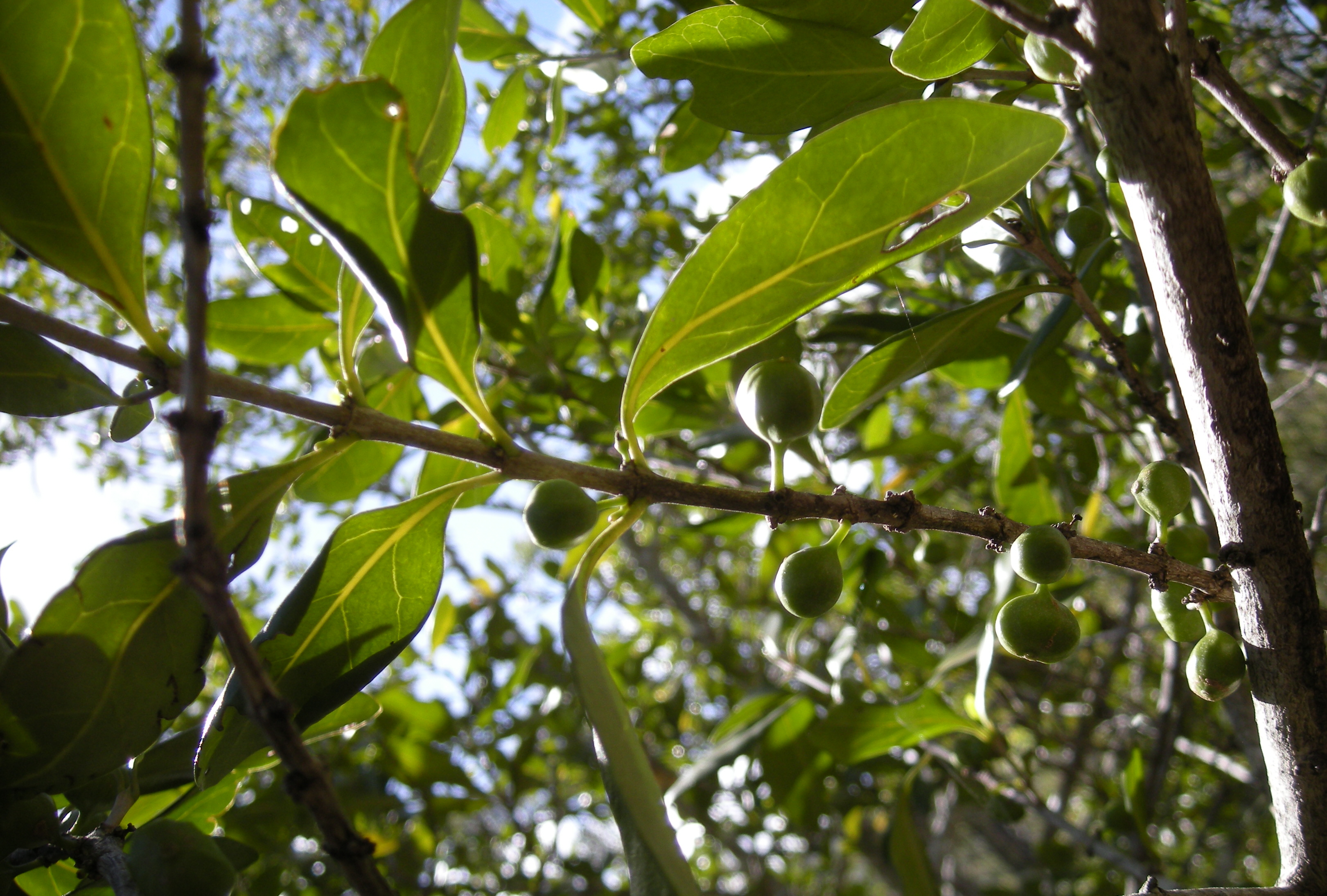